# Neolasioptera erigeroni
Neolasioptera erigeroni är en tvåvingeart som beskrevs av Brodie 1894. Neolasioptera erigeroni ingår i släktet Neolasioptera och familjen gallmyggor.
Artens utbredningsområde är Ontario. Inga underarter finns listade i Catalogue of Life.